# Nucleus lentiformis

Nucleus lentiformis (rött) i hjärnan.

Nucleus lentiformis (latin: "linsformad kärna"), eller linskärnan, är en rund kärna i hjärnan vid sidan (lateralt) om thalamus och ingår i de basala ganglierna.
Begreppet är anatomiskt snarare än funktionellt, och sammanför de närliggande strukturerna:
- Putamen – yttre delen av nucleus lentiformis
- Globus pallidus – inre delen av nucleus lentiformis

Nucleus lentiformis och svanskärnan ingår i corpus striatum.

### Webbkällor
- ”Corpus striatum”. Svensk MeSH. Karolinska Institutet. https://mesh.kib.ki.se/term/D003342/corpus-striatum. Läst 8 april 2021.